# Baila
Baila är en ort i Mexiko.   Den ligger i kommunen Culiacán och delstaten Sinaloa, i den centrala delen av landet, 1 000 km nordväst om huvudstaden Mexico City. Baila ligger 77 meter över havet och antalet invånare är 499.
Terrängen runt Baila är platt åt sydväst, men åt nordost är den kuperad. Runt Baila är det ganska tätbefolkat, med 78 invånare per kvadratkilometer. Närmaste större samhälle är Higueras de Abuya, 13,1 km nordväst om Baila. I omgivningarna runt Baila växer huvudsakligen savannskog.